# Grand Prix Malezji 2006
Wyniki Grand Prix Malezji, drugiej rundy Mistrzostw Świata Formuły 1 w sezonie 2006.

## Opis

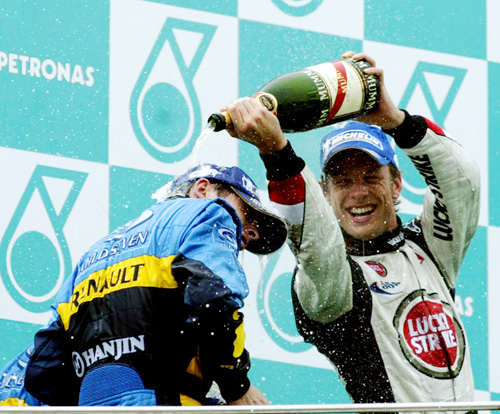
Giancarlo Fisichella i Jenson Button na podium po wyścigu

Giancarlo Fisichella (Renault) i Jenson Button (Honda) wystartowali bardzo dobrze, utrzymując się bez problemu na czołowych miejscach. Na trzecią pozycję po rewelacyjnym starcie awansował tymczasem drugi kierowca Renault, Fernando Alonso, wyprzedzając jeszcze przed pierwszym zakrętem kierowców z zespołów McLaren i Williams. Nico Rosberg i Mark Webber stoczyli "bratobójczy" pojedynek tuż po starcie, z którego zwycięsko wyszedł bardziej doświadczony Webber. Tym samym Australijczyk zdołał się utrzymać na czwartej pozycji (jedno stracone i jedno zyskane miejsce), natomiast jego partner z zespołu Williams znalazł się wkrótce pod presją ze strony Kimi Raikkonena, który z kolei tuż po starcie wyprzedził swojego partnera, Juana Pablo Montoyę.
Nie był to jednak koniec walki o piątą pozycję, bowiem Rosberg, Raikkonen i Montoya do czwartego zakrętu (w prawo) dotarli jadąc w jednej linii! Jadący po zewnętrznej Rosberg opóźnił bardzo hamowanie i na wyjściu z zakrętu wyniosło go na pobocze. Tymczasem Montoya udanie zaatakował po wewnętrznej Raikkonena i korzystając z kłopotów Rosberga powrócił na swoją pierwotną pozycję startową (P5). Raikkonen także wyminąłby bez problemu Rosberga, jednakże w tył jego bolidu na czwartym zakręcie uderzył Christian Klien (Red Bull), doprowadzając do uszkodzenia zawieszenia w obydwu bolidach. Raikkonen próbował kontynuować jazdę, jednak wkrótce stracił panowanie nad niesterownym autem i wypadł z toru na piątym zakręcie, uderzając tyłem bolidu w bandę. Klien było w nieco lepszej sytuacji, gdyż ze skrzywionym przednim kołem był w stanie dowlec się do boksów, ale tak czy inaczej był to dla niego koniec szans na dobry wynik.
Na szóstej pozycji zaraz za czwartym zakrętem znalazł się Nick Heidfeld, który tuż po starcie wyprzedził swojego partnera z zespołu BMW Sauber, Jacques'a Villeneuve'a oraz Jarno Trullego (Toyota), a następnie skorzystał z kolizji pomiędzy Raikkonenem i Klienem, wymijając na koniec wracającego z pobocza Rosberga. Trulli i Villeneuve ostatecznie znaleźli się za kierowcą Williamsa na ósmej i dziewiątej pozycji, natomiast pierwszą dziesiątkę zamykał w tym momencie Michael Schumacher. Kierowca Ferrari po uwzględnieniu wszystkich kar za wymianę silników wystartował jednak z 14 pozycji, a nie tak jak przypuszczano z 11, ale tuż po starcie wyprzedził obydwu kierowców Toro Rosso, a następnie skorzystał z kolizji pomiędzy Raikkonenem i Klienem, tak więc w sumie zyskał cztery miejsca na pierwszym okrążeniu.
Scotta Speeda oraz Vitantonio Liuzziego zdołał także wyprzedzić David Coulthard (Red Bull), któremu tuż po starcie z 19 pozycji bez trudu udało się wyminąć kierowców z zespołów Super Aguri i MF1 Racing. W połączeniu z odpadnięciem z walki Raikkonena i kłopotami Kliena zapewniło to Szkotowi awansował w sumie aż o osiem miejsc. Jeszcze większym zyskiem mógł się pochwalić Ralf Schumacher – kierowca Toyoty po starcie z ostatniej pozycji za czwartym zakrętem był już trzynasty, siedząc na ogonie Speeda. Startujący wraz z młodszym braci Schumacherów z ostatniego rzędu Felipe Massa awansował na 14 pozycję, a tuż za plecami kierowcy Ferrari znalazł się Rubens Barrichello (Honda), który na pierwszym okrążeniu zyskał pięć miejsc.
Tymczasem Liuzzi po uderzeniu w tył bolidu jednego ze swoich rywali (najprawdopodobniej Trullego) musiał zjechać do boksów pod koniec pierwszego okrążenia po nowe przednie skrzydło i spadł na 20 pozycję. Przed nim na pozycjach od 16 do 19 znaleźli się Takuma Sato, Christijan Albers, Tiago Monteiro i Yūji Ide (Sato popisał się dosyć udanym startem, wyprzedzając obydwu kierowców Midland). Pod koniec pierwszego okrążenia w boksach znalazł się także Klien, jednak po trwającej ponad 11 minut naprawie zawieszenia na tor powrócił dopiero na ósmym okrążeniu, mając już sześć okrążeń straty do lidera.
Na początku drugiego okrążenia Ralf Schumacher wyprzedził Speeda i awansował na 12 pozycję. W chwilę później Monteiro pokonał Ide i znalazł się tuż za swoim partnerem, Albersem, na 18 pozycji. Ide zdołał co prawda odzyskać jeszcze na chwilę stracone miejsce, ale ostatecznie musiał uznać wyższość bolidu M16. W międzyczasie Speeda zdołał także pokonać Massa i Amerykanin spadł na 14 pozycję. Walka toczyła się również o trzecią pozycję pomiędzy Webberem i Alonso, ale na razie aktualny mistrz świata był w stanie utrzymać za swoimi plecami kierowcę Williamsa. Tymczasem partner Webbera, Rosberg, na piątym okrążeniu skorzystał z błędu popełnionego przez Heidfelda i awansował na szóstą pozycję. Radość Rosberga nie trwała jednak zbyt długo, gdyż dwa okrążenia później w jego bolidzie nastąpiła awaria silnika. Ponadto na siódmym okrążeniu Liuzzi wyprzedził Ide i przesunął się na 18 pozycję.
Po 10 okrążeniach przewaga jadącego od startu na prowadzeniu Fisichelli nad Buttonem wynosiła niewiele ponad cztery sekundy. Trzeci Alonso miał blisko 10 sekund straty do Buttona, a tuż za nim jak cień podążał cały czas Webber. Kolejni dwaj kierowcy – Montoya i Heidfeld – tracili już do lidera blisko 20 sekund. Na pozostałych miejscach punktowanych podążali Trulli i Villeneuve, natomiast pierwszą dziesiątkę zamykali bracia Michael i Ralf Schumacherowie. Ten ostatni skorzystał na 10 okrążeniu z awarii hydrauliki w bolidzie Coultharda, która wyeliminowała kierowcę Red Bull z walki. W międzyczasie w boksach ponownie znalazł się Klien, tym razem spędzając tam pięć minut na dalszych naprawach. Na jedenastym okrążeniu Michael Schumacher wyprzedził Villeneuve'a i awansował do punktowanej ósemki.
Pod koniec 13 okrążenia pierwszą rundę postojów w boksach zapoczątkowali Ralf Schumacher i Monteiro. Wkrótce na pierwszy postój zjechał także Webber, jednak na 16 okrążeniu z walki wyeliminowała go awaria hydrauliki. Tym samym w wyścigu nie uczestniczył już ani jeden kierowca z zespołu Williams. Okrążenie wcześniej Michael Schumacher wyprzedził Trullego, co w połączeniu z postojem Webbera zapewniło mu awans na szóstą pozycję, natomiast Sato został pokonany przez Albersa, ale dzięki kłopotom Webbera utrzymał się na 14 pozycji. Na 17 okrążeniu Trullego zdołali także wyprzedzić Villeneuve i Massa, tak więc Włoch spadł aż na dziewiątą pozycję.
Pod koniec 17 okrążenia w boksach zjawił się dotychczasowy lider wyścigu, Fisichella. Po postoju Włoch znalazł się tymczasowo na trzeciej pozycji, by prowadzenie odzyskać na 27 okrążeniu, kiedy to swój pierwszy postój zaliczył drugi kierowca Renault, Alonso. Hiszpan zgodnie z przewidywaniami wystartował z dużo większą ilością paliwa, jednakże nie umożliwiło mu to przeskoczenia podczas pierwszej rundy postojów Buttona, który powrócił na 27 okrążeniu na drugą pozycję. Strata kierowcy Hondy do Fisichelli wynosiła w tym momencie ponad osiem sekund, natomiast Alonso tracił do lidera ponad 16 sekund.
Na czwartą pozycję awansował tymczasowo Massa, nie mając jeszcze na swoim koncie ani jednego postoju w boksach (Brazylijczyk obrał najprawdopodobniej jednostopową strategię). Na kolejnych trzech pozycjach jazdę kontynuowali Montoya, Heidfeld i Michael Schumacher, a tuż za nimi znalazł się kolejny po Massie kierowca bez ani jednego postoju na swoim koncie, Barrichello. Stawkę 18 kierowców po 27 okrążeniach zamykali Villeneuve, Trulli, Ralf Schumacher (Niemiec miał już na swoim koncie dwa postoje), Speed, Albers, Sato, Liuzzi, Monteiro, Ide i Klien. Sato od kilku okrążeń odpierał dzielnie ataki Liuzziego i nawet po chwilowej utracie miejsca udało mu się wyprzedzić kierowcę Toro Rosso pod koniec ostatniej prostej. W końcu jednak opóźnił zbytnio hamowanie przed czwartym zakrętem na 28 okrążeniu i spadł na 15 pozycję. Tym niemniej postawa Japończyka była godna pochwały.
Massa i Barrichello swoje jedyne postoje zaliczyli odpowiednio na 29 i 31 okrążeniu. Massa w trakcie postoju został wyprzedzony przez Montoyę, Heidfelda oraz Michaela Schumachera i na tor powrócił na siódmej pozycji, natomiast przed Barrichello, który wylądował na 11 pozycji, znaleźli się Villeneuve, Trulli i Ralf Schumacher. Pod koniec 35 okrążenia w bolidzie jadącego na ostatniej pozycji Kliena wysiadła hydraulika i mający już w tym momencie dziewięć okrążeń straty do lidera Austriak musiał w końcu wycofać się z wyścigu. W chwilę później z rywalizacji odpadł również Ide i na torze pozostało 16 z 22 kierowców.
Pod koniec 37 okrążenia drugą rundę postojów zapoczątkował Trulli. W boksach znalazł się także Barrichello, który jak się okazało przekroczył limit prędkości obowiązujący w boksach podczas swojego postoju na 31 okrążeniu i to dosyć znacznie, gdyż został za to ukarany 10-sekundowym postojem w boksach. Po odbyciu kary Brazylijczyk spadł na 12 pozycję. Pozostali kierowcy ostatnie postoje zaliczyli do 45 okrążenia włącznie. Fisichella nadal był liderem wyścigu, a tymczasem na drugą pozycję dzięki późniejszemu aż pięć okrążeń od Buttona postojowi awansował Alonso. Button został w międzyczasie przyblokowany przez jednego z dublowanych kierowców, ale i tak nie miał prawdopodobnie szans na odzyskanie drugiego miejsca.
Na czwartej i piątej pozycji utrzymali się Montoya i Heidfeld, natomiast na szóstą pozycję awansował Massa po drugim postoju swojego partnera z zespołu Ferrari, Michaela Schumachera. Na ostatniej pozycji punktowanej jazdę kontynuował Villeneuve, mając za swoimi plecami kierowców Toyoty, Ralfa Schumachera i Trullego, którzy zamienili się miejscami podczas ostatniej rundy postojów. Na pozostałych miejscach jechali Barrichello, Albers, Liuzzi, Monteiro i Sato (Japończyk został w końcu pokonany także i przez drugiego kierowcę Midland). Jazdy nie kontynuował już tymczasem Speed, którego pod koniec 42 okrążenia z walki wyeliminowała awaria dźwigni sprzęgła przy kierownicy.
Na 49 okrążeniu w bolidzie jadącego na piątej pozycji Heidfelda nastąpiła awaria silnika i kierowca zespołu BMW Sauber odpadł z wyścigu. Na pozycje od piątej do ósmej awansowali w tym momencie Massa, Michael Schumacher, Villeneuve i Ralf Schumacher. Ostatnim zdarzeniem w tegorocznej Grand Prix Malezji był na 51 okrążeniu udany atak Liuzziego na 11 pozycję zajmowaną przez Albersa. Wyścig zakończył się tymczasem trzecim zwycięstwem Fisichelli w karierze.

## Lista startowa
| Nr | Kierowca             | Zespół                            | Samochód         | Silnik                  | Opony |
| -- | -------------------- | --------------------------------- | ---------------- | ----------------------- | ----- |
| 1  | Fernando Alonso      | Mild Seven Renault F1 Team        | Renault R26      | Renault RS26 2,4l V8    | M     |
| 2  | Giancarlo Fisichella | Mild Seven Renault F1 Team        | Renault R26      | Renault RS26 2,4l V8    | M     |
| 3  | Kimi Räikkönen       | Team McLaren Mercedes             | McLaren MP4-21   | Mercedes FO108S 2,4l V8 | M     |
| 4  | Juan Pablo Montoya   | Team McLaren Mercedes             | McLaren MP4-21   | Mercedes FO108S 2,4l V8 | M     |
| 5  | Michael Schumacher   | Scuderia Ferrari Marlboro         | Ferrari 248 F1   | Ferrari 056 2,4l V8     | B     |
| 6  | Felipe Massa         | Scuderia Ferrari Marlboro         | Ferrari 248 F1   | Ferrari 056 2,4l V8     | B     |
| 7  | Ralf Schumacher      | Panasonic Toyota Racing           | Toyota TF106     | Toyota RVX-06 2,4l V8   | B     |
| 8  | Jarno Trulli         | Panasonic Toyota Racing           | Toyota TF106     | Toyota RVX-06 2,4l V8   | B     |
| 9  | Mark Webber          | WilliamsF1 Team                   | Williams FW28    | Cosworth CA2006 2,4l V8 | B     |
| 10 | Nico Rosberg         | WilliamsF1 Team                   | Williams FW28    | Cosworth CA2006 2,4l V8 | B     |
| 11 | Rubens Barrichello   | Lucky Strike Honda Racing F1 Team | Honda RA106      | Honda RA806E 2,4l V8    | M     |
| 12 | Jenson Button        | Lucky Strike Honda Racing F1 Team | Honda RA106      | Honda RA806E 2,4l V8    | M     |
| 14 | David Coulthard      | Red Bull Racing                   | Red Bull RB2     | Ferrari 056 2,4l V8     | M     |
| 15 | Christian Klien      | Red Bull Racing                   | Red Bull RB2     | Ferrari 056 2,4l V8     | M     |
| 16 | Nick Heidfeld        | BMW Sauber F1 Team                | BMW Sauber F1.06 | BMW P86 2,4l V8         | M     |
| 17 | Jacques Villeneuve   | BMW Sauber F1 Team                | BMW Sauber F1.06 | BMW P86 2,4l V8         | M     |
| 18 | Tiago Monteiro       | MF1 Racing                        | MF1 M16          | Toyota RVX-06 2,4l V8   | B     |
| 19 | Christijan Albers    | MF1 Racing                        | MF1 M16          | Toyota RVX-06 2,4l V8   | B     |
| 20 | Vitantonio Liuzzi    | Scuderia Toro Rosso               | Toro Rosso STR1  | Cosworth TJ 3,0l V10    | M     |
| 21 | Scott Speed          | Scuderia Toro Rosso               | Toro Rosso STR1  | Cosworth TJ 3,0l V10    | M     |
| 22 | Takuma Satō          | Super Aguri F1                    | Super Aguri SA05 | Honda RA806E 2,4l V8    | B     |
| 23 | Yūji Ide             | Super Aguri F1                    | Super Aguri SA05 | Honda RA806E 2,4l V8    | B     |
| Nr | Kierowca             | Zespół                            | Samochód         | Silnik                  | Opony |

## Sesje treningowe
| Sesja | Nr | Kierowca           | Konstruktor       | Czas     | Okr. |
| ----- | -- | ------------------ | ----------------- | -------- | ---- |
| 1     | 35 | Alexander Wurz     | Williams Cosworth | 1:34.946 | 19   |
| 2     | 36 | Anthony Davidson   | Honda             | 1:35.041 | 14   |
| 3     | 5  | Michael Schumacher | Ferrari           | 1:34.126 | 16   |

## Kwalifikacje
| P        | Nr | Kierowca             | Konstruktor(-silnik) | Opony | Czas     | Odstęp   | Strata   |
| -------- | -- | -------------------- | -------------------- | ----- | -------- | -------- | -------- |
| III etap |    |                      |                      |       |          |          |          |
| 1        | 2  | Giancarlo Fisichella | Renault              | M     | 1:33.840 | -        | -        |
| 2        | 12 | Jenson Button        | Honda                | M     | 1:33.986 | 0:00.146 | 0:00.146 |
| 3        | 10 | Nico Rosberg         | Williams-Cosworth    | B     | 1:34.626 | 0:00.640 | 0:00.786 |
| 4        | 5  | Michael Schumacher   | Ferrari              | B     | 1:34.668 | 0:00.042 | 0:00.828 |
| 5        | 9  | Mark Webber          | Williams-Cosworth    | B     | 1:34.672 | 0:00.004 | 0:00.832 |
| 6        | 4  | Juan Pablo Montoya   | McLaren-Mercedes     | M     | 1:34.916 | 0:00.244 | 0:01.076 |
| 7        | 3  | Kimi Räikkönen       | McLaren-Mercedes     | M     | 1:34.983 | 0:00.067 | 0:01.143 |
| 8        | 1  | Fernando Alonso      | Renault              | M     | 1:35.747 | 0:00.764 | 0:01.907 |
| 9        | 15 | Christian Klien      | Red Bull-Ferrari     | M     | 1:38.715 | 0:02.968 | 0:04.875 |
| 10       | 7  | Ralf Schumacher      | Toyota               | B     | -        | -        | -        |
| II etap  |    |                      |                      |       |          |          |          |
| 11       | 14 | David Coulthard      | Red Bull-Ferrari     | M     | 1:34.614 | -        | -        |
| 12       | 11 | Rubens Barrichello   | Honda                | M     | 1:34.683 | 0:00.069 | 0:00.069 |
| 13       | 8  | Jarno Trulli         | Toyota               | B     | 1:34.702 | 0:00.019 | 0:00.088 |
| 14       | 17 | Jacques Villeneuve   | BMW Sauber           | M     | 1:34.752 | 0:00.050 | 0:00.138 |
| 15       | 16 | Nick Heidfeld        | BMW Sauber           | M     | 1:34.783 | 0:00.031 | 0:00.169 |
| 16       | 6  | Felipe Massa         | Ferrari              | B     | -        | -        | -        |
| I etap   |    |                      |                      |       |          |          |          |
| 17       | 21 | Scott Speed          | Toro Rosso-Cosworth  | M     | 1:36.297 | -        | -        |
| 18       | 20 | Vitantonio Liuzzi    | Toro Rosso-Cosworth  | M     | 1:36.581 | 0:00.284 | 0:00.284 |
| 19       | 19 | Christijan Albers    | MF1-Toyota           | B     | 1:37.426 | 0:00.845 | 0:01.129 |
| 20       | 18 | Tiago Monteiro       | MF1-Toyota           | B     | 1:37.819 | 0:00.393 | 0:01.522 |
| 21       | 22 | Takuma Satō          | Super Aguri-Honda    | B     | 1:39.011 | 0:01.192 | 0:02.714 |
| 22       | 23 | Yūji Ide             | Super Aguri-Honda    | B     | 1:40.720 | 0:01.709 | 0:04.423 |
| P        | Nr | Kierowca             | Konstruktor(-silnik) | Opony | Czas     | Odstęp   | Strata   |

## Wyścig
| Legenda oznaczeń w tabelach wyników Wyświetl szablon na nowej stronie | Legenda oznaczeń w tabelach wyników Wyświetl szablon na nowej stronie                                                                     |
| Oznaczenie                                                            | Wyjaśnienie |
| --------------------------------------------------------------------- | --- |
| Złoty                                                                 | Zwycięzca lub mistrzostwo |
| Srebrny                                                               | 2. miejsce lub wicemistrzostwo |
| Brązowy                                                               | 3. miejsce lub II wicemistrzostwo |
| Zielony                                                               | Ukończył, punktował (w klasyfikacji generalnej, gdy zdobył co najmniej jeden punkt na przestrzeni sezonu, poza trzema powyższymi opcjami) |
| Niebieski                                                             | Ukończył, nie punktował (w klasyfikacji generalnej, gdy nie zdobył co najmniej jednego punktu na przestrzeni sezonu)                      |
| Czerwony                                                              | Nie zakwalifikował się (NZ) |
| Czerwony                                                              | Nie prekwalifikował się (NPK) |
| Różowy                                                                | Nie ukończył (NU) |
| Różowy                                                                | Niesklasyfikowany (NS) (w klasyfikacji generalnej, gdy nie został sklasyfikowany w żadnym wyścigu sezonu)                                 |
| Czarny                                                                | Zdyskwalifikowany (DK) |
| Czarny                                                                | Wykluczony (WYK/EX) |
| Biały                                                                 | Nie wystartował (NW) |
| Biały                                                                 | Kontuzjowany (K/INJ) |
| Biały                                                                 | Wyścig odwołany (OD/C) |
| Bez koloru                                                            | Został wycofany (WYC/WD) |
| Bez koloru                                                            | Nie przybył (NP/DNA) |
| Bez koloru                                                            | Nie brał udziału w treningach (NT/DNP) |
| Bez koloru                                                            | Nie został zgłoszony (–) |
| Pogrubienie                                                           | Start z pole position |
| Kursywa                                                               | Najszybsze okrążenie wyścigu |
| †                                                                     | Nie ukończył, ale jego rezultat został zaliczony ze względu na przejechanie więcej niż 90% dystansu wyścigu.                              |
| *                                                                     | Sezon w trakcie |
| 1/2/3                                                                 | Punktowana pozycja w sprincie kwalifikacyjnym                                                                                             |
| Lista systemów punktacji Formuły 1                                    | |

| P                 | + / –     | Nr | Kierowca             | Konstruktor         | Opony | Okr. | Czas / Strata | Komentarz                  |
| ----------------- | --------- | -- | -------------------- | ------------------- | ----- | ---- | ------------- | -------------------------- |
| 1                 | Bez zmian | 2  | Giancarlo Fisichella | Renault             | M     | 56   | 1h30m40s529   |                            |
| 2                 | 2         | 1  | Fernando Alonso      | Renault             | M     | 56   | +0:04.585     |                            |
| 3                 | 1         | 12 | Jenson Button        | Honda               | M     | 56   | +0:09.631     |                            |
| 4                 | 1         | 4  | Juan Pablo Montoya   | McLaren-Mercedes    | M     | 56   | +0:39.351     |                            |
| 5                 | 16        | 6  | Felipe Massa         | Ferrari             | B     | 56   | +0:43.254     |                            |
| 6                 | 8         | 5  | Michael Schumacher   | Ferrari             | B     | 56   | +0:43.854     |                            |
| 7                 | 3         | 17 | Jacques Villeneuve   | BMW Sauber          | M     | 56   | +1:20.461     |                            |
| 8                 | 14        | 7  | Ralf Schumacher      | Toyota              | B     | 56   | +1:21.288     |                            |
| 9                 | Bez zmian | 8  | Jarno Trulli         | Toyota              | B     | 56   | +1 okr.       |                            |
| 10                | 10        | 11 | Rubens Barrichello   | Honda               | M     | 56   | +1 okr.       | [ 4 ]                      |
| 11                | 2         | 20 | Vitantonio Liuzzi    | Toro Rosso-Cosworth | M     | 55   | +2 okr.       |                            |
| 12                | 3         | 19 | Christijan Albers    | MF1-Toyota          | B     | 55   | +2 okr.       |                            |
| 13                | 3         | 18 | Tiago Monteiro       | MF1-Toyota          | B     | 55   | +2 okr.       |                            |
| 14                | 3         | 22 | Takuma Satō          | Super Aguri-Honda   | B     | 54   | +3 okr.       |                            |
| Niesklasyfikowani |           |    |                      |                     |       |      |               |                            |
|                   |           | 16 | Nick Heidfeld        | BMW Sauber          | M     | 48   |               | silnik                     |
|                   |           | 21 | Scott Speed          | Toro Rosso-Cosworth | M     | 41   |               | sprzęgło                   |
|                   |           | 23 | Yūji Ide             | Super Aguri-Honda   | B     | 33   |               | usterka mechaniczna        |
|                   |           | 15 | Christian Klien      | Red Bull-Ferrari    | M     | 26   |               | hydraulika                 |
|                   |           | 9  | Mark Webber          | Williams-Cosworth   | B     | 15   |               | hydraulika/skrzynia biegów |
|                   |           | 14 | David Coulthard      | Red Bull-Ferrari    | M     | 10   |               | hydraulika                 |
|                   |           | 10 | Nico Rosberg         | Williams-Cosworth   | B     | 6    |               | silnik                     |
|                   |           | 3  | Kimi Räikkönen       | McLaren-Mercedes    | M     | 0    |               | kolizja z Klienem/wypadek  |
| P                 | + / –     | Nr | Kierowca             | Konstruktor         | Opony | Okr. | Czas / Strata | Komentarz                  |

## Klasyfikacja po wyścigu

### Kierowcy
| P                 | +/− | Kierowca             | Starty | Punkty | P1 | P2 | P3 | PP | NO | NS |
| ----------------- | --- | -------------------- | ------ | ------ | -- | -- | -- | -- | -- | -- |
| 1                 | 0   | Fernando Alonso      | 2      | 18     | 1  | 1  | -  | -  | 1  | -  |
| 2                 | 0   | Michael Schumacher   | 2      | 11     | -  | 1  | -  | 1  | -  | -  |
| 3                 | +1  | Jenson Button        | 2      | 11     | -  | -  | 1  | -  | -  | -  |
| 4                 | +15 | Giancarlo Fisichella | 2      | 10     | 1  | -  | -  | 1  | -  | 1  |
| 5                 | 0   | Juan Pablo Montoya   | 2      | 9      | -  | -  | -  | -  | -  | -  |
| 6                 | −3  | Kimi Räikkönen       | 2      | 6      | -  | -  | 1  | -  | -  | 1  |
| 7                 | +2  | Felipe Massa         | 2      | 4      | -  | -  | -  | -  | -  | -  |
| 8                 | −2  | Mark Webber          | 2      | 3      | -  | -  | -  | -  | -  | 1  |
| 9                 | +11 | Jacques Villeneuve   | 2      | 2      | -  | -  | -  | -  | -  | 1  |
| 10                | −3  | Nico Rosberg         | 2      | 2      | -  | -  | -  | -  | 1  | 1  |
| 11                | +3  | Ralf Schumacher      | 2      | 1      | -  | -  | -  | -  | -  | -  |
| 12                | −4  | Christian Klien      | 2      | 1      | -  | -  | -  | -  | -  | 1  |
| 13                | +3  | Jarno Trulli         | 2      | -      | -  | -  | -  | -  | -  | -  |
| 14                | +1  | Rubens Barrichello   | 2      | -      | -  | -  | -  | -  | -  | -  |
| 15                | −5  | David Coulthard      | 2      | -      | -  | -  | -  | -  | -  | 1  |
| 16                | −5  | Vitantonio Liuzzi    | 2      | -      | -  | -  | -  | -  | -  | -  |
| 17                | −5  | Nick Heidfeld        | 2      | -      | -  | -  | -  | -  | -  | 1  |
| 18                | +3  | Christijan Albers    | 2      | -      | -  | -  | -  | -  | -  | 1  |
| 19                | −2  | Tiago Monteiro       | 2      | -      | -  | -  | -  | -  | -  | -  |
| 20                | −7  | Scott Speed          | 2      | -      | -  | -  | -  | -  | -  | 1  |
| 21                | −3  | Takuma Satō          | 2      | -      | -  | -  | -  | -  | -  | -  |
| Niesklasyfikowani |     |                      |        |        |    |    |    |    |    |    |
| -                 |     | Yūji Ide             | 2      | -      | -  | -  | -  | -  | -  | 2  |
| P                 | +/− | Kierowca             | Starty | Punkty | P1 | P2 | P3 | PP | NO | NS |

### Konstruktorzy
| P  | +/− | Konstruktor         | Starty | Punkty | P1 | P2 | P3 | PP | NO | NS |
| -- | --- | ------------------- | ------ | ------ | -- | -- | -- | -- | -- | -- |
| 1  | 0   | Renault             | 4      | 28     | 2  | 1  | -  | 1  | 1  | 1  |
| 2  | +1  | Ferrari             | 4      | 15     | -  | 1  | -  | 1  | -  | -  |
| 3  | −1  | McLaren-Mercedes    | 4      | 15     | -  | -  | 1  | -  | -  | 1  |
| 4  | 0   | Honda               | 4      | 11     | -  | -  | 1  | -  | -  | -  |
| 5  | 0   | Williams-Cosworth   | 4      | 5      | -  | -  | -  | -  | 1  | 2  |
| 6  | +2  | BMW Sauber          | 4      | 2      | -  | -  | -  | -  | -  | 2  |
| 7  | +2  | Toyota              | 4      | 1      | -  | -  | -  | -  | -  | -  |
| 8  | −2  | Red Bull-Ferrari    | 4      | 1      | -  | -  | -  | -  | -  | 2  |
| 9  | −2  | Toro Rosso-Cosworth | 4      | -      | -  | -  | -  | -  | -  | 1  |
| 10 | 0   | MF1-Toyota          | 4      | -      | -  | -  | -  | -  | -  | 1  |
| 11 | 0   | Super Aguri-Honda   | 4      | -      | -  | -  | -  | -  | -  | 2  |
| P  | +/− | Konstruktor         | Starty | Punkty | P1 | P2 | P3 | PP | NO | NS |

## Prowadzenie w wyścigu
| Nr                              | Kierowca             | Okrążenia          | Suma |
| ------------------------------- | -------------------- | ------------------ | ---- |
| 2                               | Giancarlo Fisichella | 1-17, 27-38, 44-56 | 42   |
| 1                               | Fernando Alonso      | 20-26, 39-43       | 12   |
| 12                              | Jenson Button        | 18-19              | 2    |
| \| Wykres \| \| ------ \| \| \| |                      |                    |      |
| Wykres                          |                      |                    |      |
|                                 |                      |                    |      |